# Давтян Яків Христофорович
Давтян Яків Христофорович (Давидов) (вірм. Հակոբ Քրիստափորի Դավթյան, 10 жовтня 1888, Еріванська губернія, Російська імперія ― 28 липня 1938, розстрільний полігон «Комунарка», СРСР) ― російський та радянський політичний діяч вірменського походження. Перший очільник Іноземного відділу (ІНВ) ВНК при НКВС РРФСР, дипломат та агент радянських спецслужб.

## Біографія
1907 року розпочав навчання в СПбДУ та паралельно брав участь в роботі Петербурзької організації РСДРП (б). В кінці цього ж року був арештований за революційну діяльність та пропаганду.
В 1908 емігрував до Бельгії, де продовжив своє навчання та отримав диплом інженера. Був членом соціалістичної Бельгійської робочої партії, а також підтримував зв'язок з російськими емігрантськими організаціями.
Під час Першої світової війни був арештований окупаційними військами та пробув у в'язниці міста Аахен 8 місяців. Згодом завдяки Адольфу Йоффе Давтян був звільнений та повернувся 1918 року до Росії.
З вересня 1918 по лютий 1919 був заступником голови московського губсовнархозу Інеси Арманд.
З 1920 року працює у НКВС, а з листопада 1920 по серпень 1921 є першим очільником Іноземного відділу (ІНВ) ВНК при НКВС РРФСР.

### Дипломатична служба
Лютий – вересень 1922 ― уповноважений представник РРФСР у Литві;
1925 – 1927 ― радник уповноваженого представника РРФСР у Китаї та радник уповноваженого представника СРСР у Франції;
серпень 1927 – вересень 1930 ― уповноважений представник СРСР у Персії;
вересень 1932 – березень 1934 ― уповноважений представник СРСР у Греції;
з квітня 1934 ― уповноважений представник СРСР у Польщі.
Також був ректором СПбПУ.

### Арешт та розстріл
В 1937 був відкликаний з Варшави до Москви та арештований 21 листопада 1937 за участь в контрреволюційній терористичній організації. Список арештованих, до якого входив і сам Давтян, був особисто підписаний Сталіним та Молотовим. 28 липня 1938 року ВКВС засудила його до страти і втой же день він був розстріляний.
Давтян був посмертно реабілітований 25 квітня 1957 року.